# Khafra

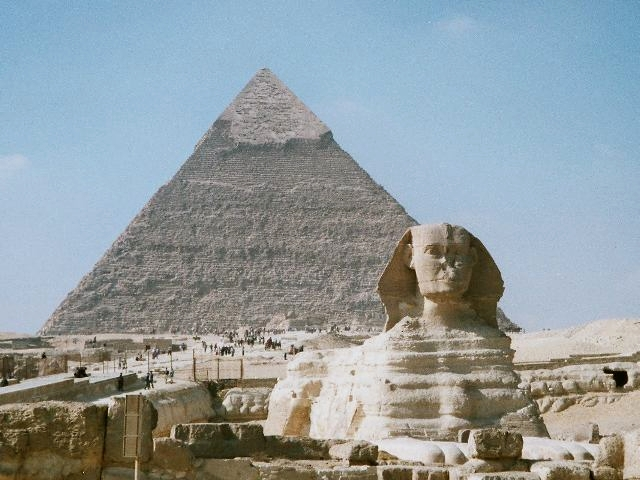
Piramida lui Khafra (136,5 m) și Sfinxul

Khafra sau Khafre (greacă Chephren) a fost un faraon egiptean al celei de a IV-a dinastii Egiptene, având capitala în Memphis. Conform unora din egiptologi el a fost fratele și succesorul lui Khufu, dar ipoteza acceptată de majoritatea este că Djedefra a fost succesorului lui Khufu, iar Khafra al lui Djedefra.
Nu există consens cu privire la data domniei lui, după unele păreri fiind intre 2558 și 2532 î.Hr. În timp ce din lista regilor din Turin domnia sa lipsește, iar Manetho se pare că a exagerat perioada la 66 ani, majoritatea istoricilor considera ca perioada reala a fost de 24–26 de ani bazându-se pe Testamentul Prințului Nekure, înscris pe pereții mormântului acestuia din urmă. Testamentul datează din perioada celei de-a douăsprezecea numărători și se presupune a aparține lui Khafra din moment ce Necture era fiul lui. Khafra a construit cea de a II piramidă ca mărime, Sfinxul și un templu care este singurul templu ce a supraviețuit din această dinastie.

## Etimologie

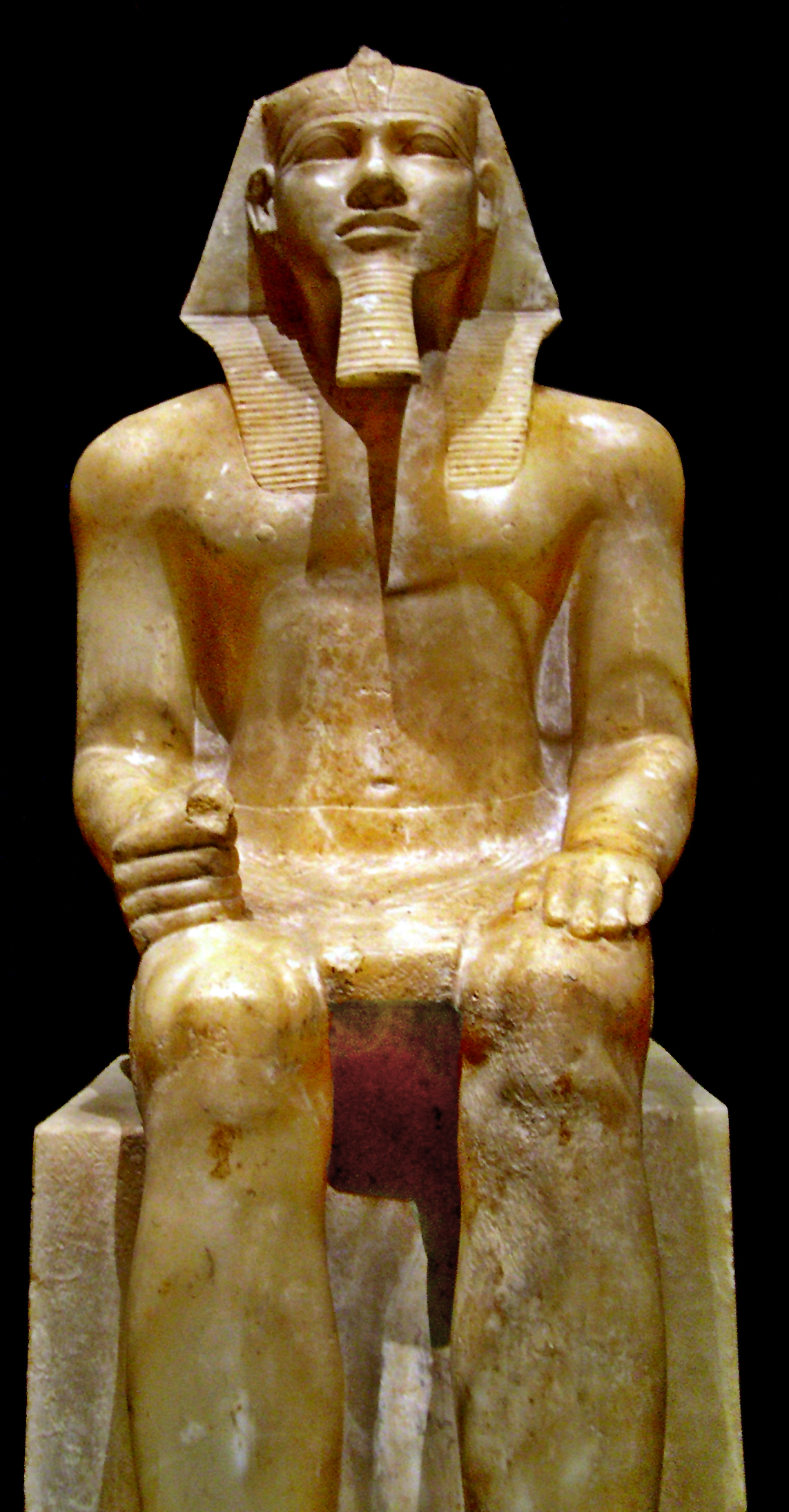
Statuie din alabastru reprezentându-l pe Khafra

Numele său, Khaf-Ra, se traduce (după unii autori) prin „Apare precum Ra”. Khaf-Ra  mai este scris și: Khaf-Re, Khauf-Re, Khafre, Khephren, Kefren.

### Alte utilizări ale numelui
Muntele Chephren este un munte în Munții Stâncoși canadieni.